# Musikalisches Drama
Als Musikalisches Drama können eine ganze Reihe von Werken für das Musiktheater bezeichnet werden. Der Begriff lehnt sich ursprünglich an das italienische Dramma per musica an, doch wurde er für deutschsprachige Pendants dieser Art der Opera seria in der Regel nicht verwendet. Überhaupt ist er als Gattungsbezeichnung recht rar und wird in erster Linie mit einer besonderen Form geistlicher musikdramatischer Werke in Verbindung gebracht, wie sie etwa der Magdeburger Komponist Johann Heinrich Rolle pflegte, dessen Werke gegen Ende des 18. Jahrhunderts im deutschsprachigen Raum außerordentlich populär waren.
Rolles Musikalische Dramen, die aus Musiknummern mit verbindenden begleiteten Rezitativen (oder Ariosi) bestehen und daher eine gewisse Verwandtschaft zu den sogenannten „Reformopern“ von Christoph Willibald Gluck aufweisen, wurden wie Oratorien meist lediglich konzertant aufgeführt. Aber es gibt von Rolle auch einige wenige Werke, die doch für Theateraufführungen geeignet sind – zumal sie auch szenische Instruktionen und Bühnenbild-Angaben enthalten – und auch von Zeit zu Zeit auf der Bühne dargestellt wurden. Dies war teils auch in den Stiftstheatern der Benediktinerstifte von Bayern, Österreich und der Schweiz der Fall.
Zur Gattung der Musikalischen Dramen kann auch noch ein gemeinhin als Oratorium bezeichnetes Werk gerechnet werden: Franz Schuberts Lazarus, den Schubert auf ein Libretto von August Hermann Niemeyer schrieb, das 1778 auch Rolle bereits vertont hatte.
Die 1833 von Theodor Mundt eingeführte Bezeichnung Musikdrama für die Oper als „Einheit von Dichtkunst und Tonkunst“, im Unterschied zum „musikalischen Drama, in welchem die Musik nur als Intermezzo mitspielte“; geht hingegen weder von dem Typ des Rolleschen "Musikalischen Dramas" aus, noch stellt sie dessen Charakteristika oder auch jene von Wagners sogenannten Musikdramen in dem Sinne korrekt dar, wie man sie heute gemeinhin versteht.